# 곽상준
곽상준(郭相準, 1976년 5월 23일 ~ )은 대한민국의 기업인이다.
서울 태생으로 한양대학교 공과대학에서 신소재공학을 전공하였다.

대학 재학 중 온라인 유통전문기업 ㈜쿨앤쿨을 창업하였다.

## 참조
1. ↑  매일경제신문 (2006년 12월 24일). “곽상준 사장, 온라인서 전통죽 월1억씩 팔아”. 매일경제.
2. ↑  한겨레신문 (2004년 12월 14일). “성공창업 현장을 가다”. 한겨레신문.